# 俄罗斯国家爱乐乐团
俄罗斯国家爱乐乐团（俄语：Национальный филармонический оркестр России）成立于2003年，由俄罗斯总统弗拉基米尔·普京和俄罗斯联邦文化部提议创建。乐团现任首席指挥是弗拉基米尔·捷奥多罗维奇·斯皮瓦科夫，驻地莫斯科国际音乐厅。